# Pinchas
Pinchas es una pequeña localidad del norte de la provincia de La Rioja, en el departamento Castro Barros, Argentina. Se encuentra sobre la Ruta Nacional 75, a 80 km al norte de la capital provincial.
Constituye esta área un valle tectónico de rumbo submeridiano y pendiente hacia el Norte, limitado en el naciente por el río de la Punta y las sierras del mismo nombre y en el poniente por el Velasco. La comprenden el valle longitudinal donde se sitúan diez localidades.

## Historia
En 1645 el gobernador del Tucumán don Gutierre de Acosta y Padilla otorga, según consta en la documentación utilizada, la posesión de títulos de merced y demás autos de las Aguadas de Chuquis y Pinchas que están en el término del pueblo de Aminga, a Gabriel de Mercado y Reinoso hijo de padres fundadores. Su padre el capitán don Gabriel Mercado y Reinoso, había participado de la fundación de la ciudad de La Rioja, poseía varias encomiendas y el mayorazgo en el pueblo y repartimiento de Aminga.
La solicitud abarca las tierras, "que corran a lo ancho y otras a lo largo más dos leguas de sierra". El propósito de la posesión era para poblar una estancia de ganado, chacras y huertos sin perjuicio de los "naturales de las aguadas que se ha de servir". Constan en el documento las certificaciones del otorgamiento de la merced a Mercado y Reinoso el 9 de noviembre de 1645 y el 23 y 24 de enero de 1646.
Si bien las tierras habían sido otorgadas a Mercado y Reinoso, Pinchas fue finalmente fundada por Miguel Nieto Príncipe en 1647.

## Características de la localidad
Es una zona de producción de miel, dulces, frutas secas, nueces, manzanas, duraznos, vid y artesanías.
A principios y hasta mediados del siglo XX, en la zona serrana próxima, se criaba y engordaba ganado, que en la época del furor minero en Famatina y Chilecito se trasladaba en arreos hasta esas localidades. Inclusive ese ganado en ocasiones se llevaba en pie hasta Villa San José de Vinchina, y desde allí hacia Chile.
La biblioteca popular Domingo Faustino Sarmiento, en 2008, celebró 60 años, es decir, sus Bodas de Diamante. 
Pinchas cuenta con dos instituciones educativas, una de ellas de orientación agropecuaria. La Escuela Nacional N.º 57 Bernardino Rivadavia, ubicada en el centro de la localidad, fue fundada en el año 1918. Frente a la escuela, se ubica la sede del Club Nicolás Roldán.
En la localidad se encuentra uno de los dos hospitales distritales que cubren los requerimientos de atención médica de mediana complejidad.

## Población
Cuenta con 390 habitantes (Indec, 2010), lo que representa un descenso del 12% frente a los 442 habitantes (Indec, 2001) del censo anterior.
| Gráfica de evolución demográfica de Pinchas entre 1991 y 2010 |
|                                                               |
| Fuente: Censos nacionales del INDEC                           |

## Sitios de interés
En la localidad de Pinchas o e sus cercanías existen algunos puntos de interés desde el punto de vista del turismo recreativo, paisajístico o cultural.
- Algarrobo Histórico
- Granja Ecológica Pinchas
- Iglesia San Miguel Arcángel

## Sismicidad
La sismicidad de la región de La Rioja es frecuente y de intensidad baja, y un silencio sísmico de terremotos medios a graves cada 30 años en áreas aleatorias.

## Galería de imágenes

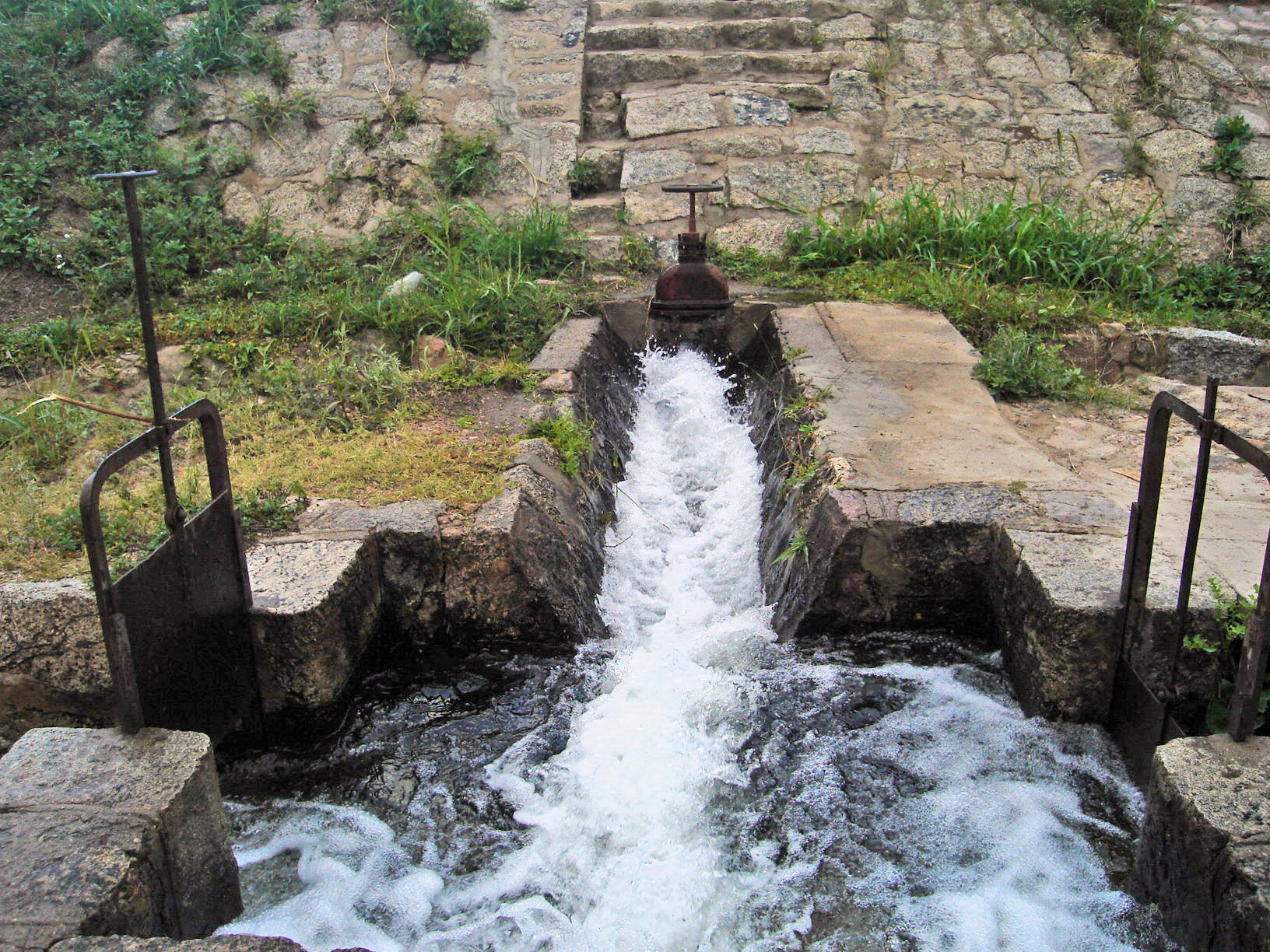
Cabecera de las Viñas
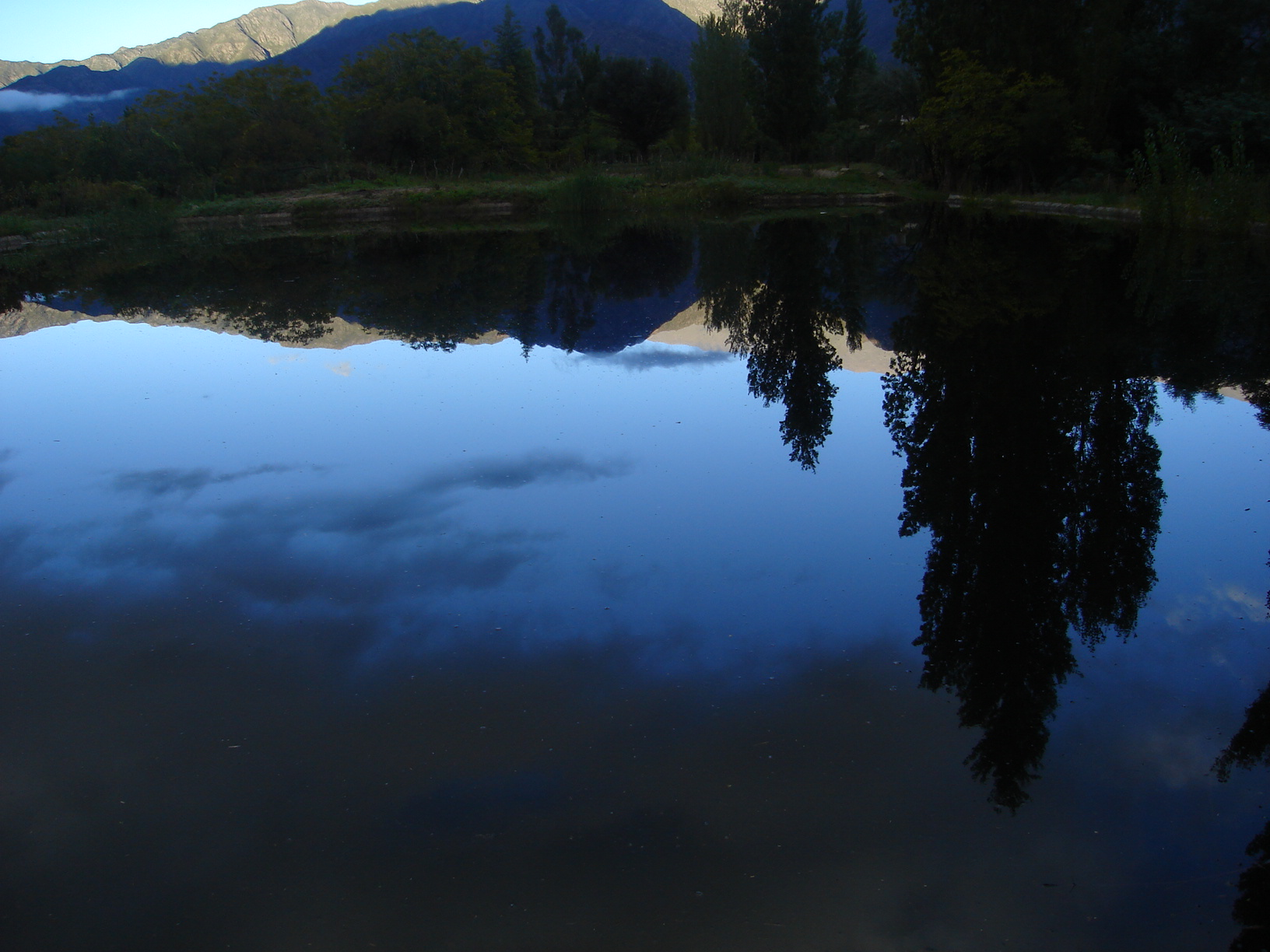
Estanque Cabecera de las Viñas
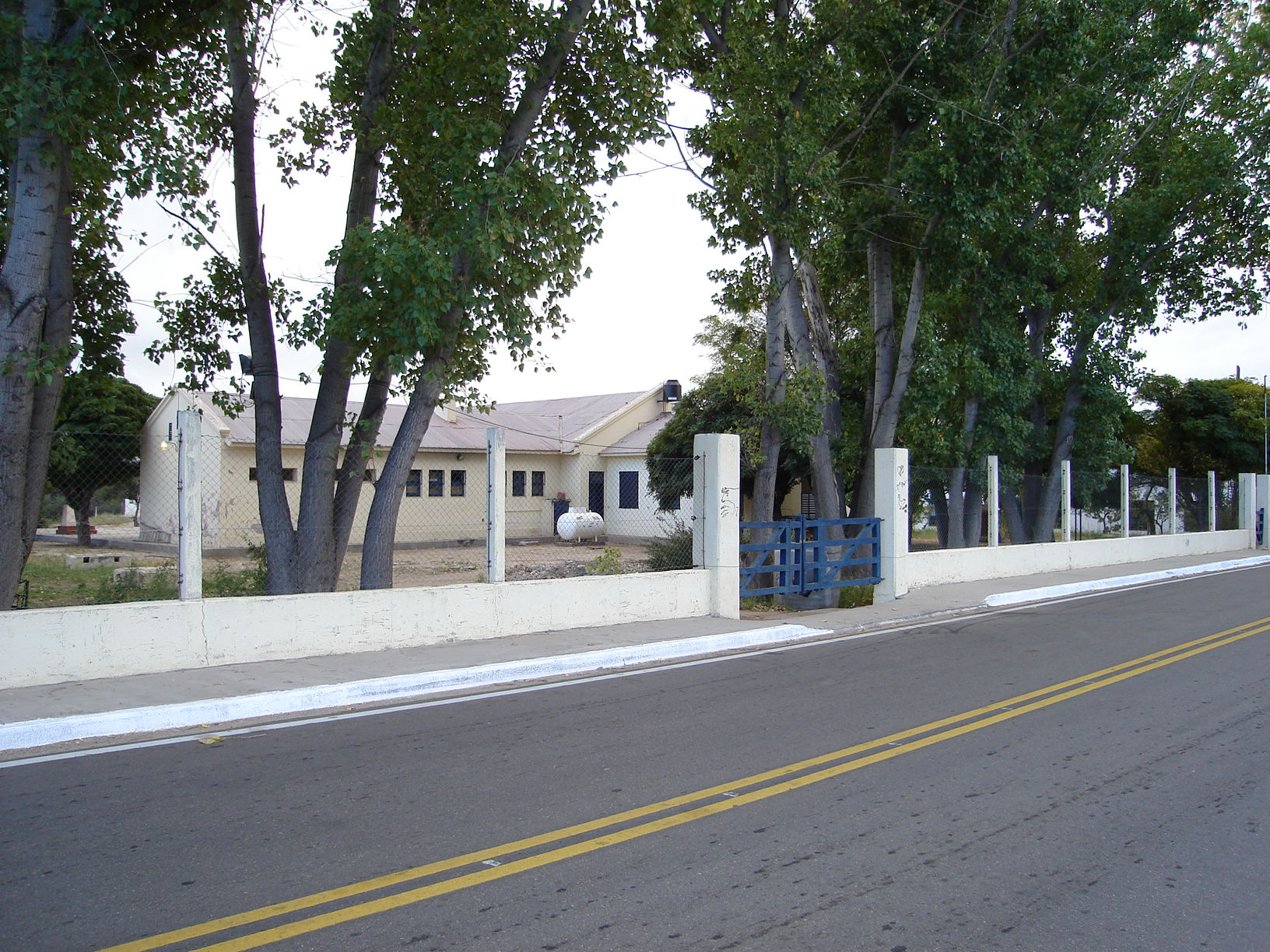
Escuela de Pinchas
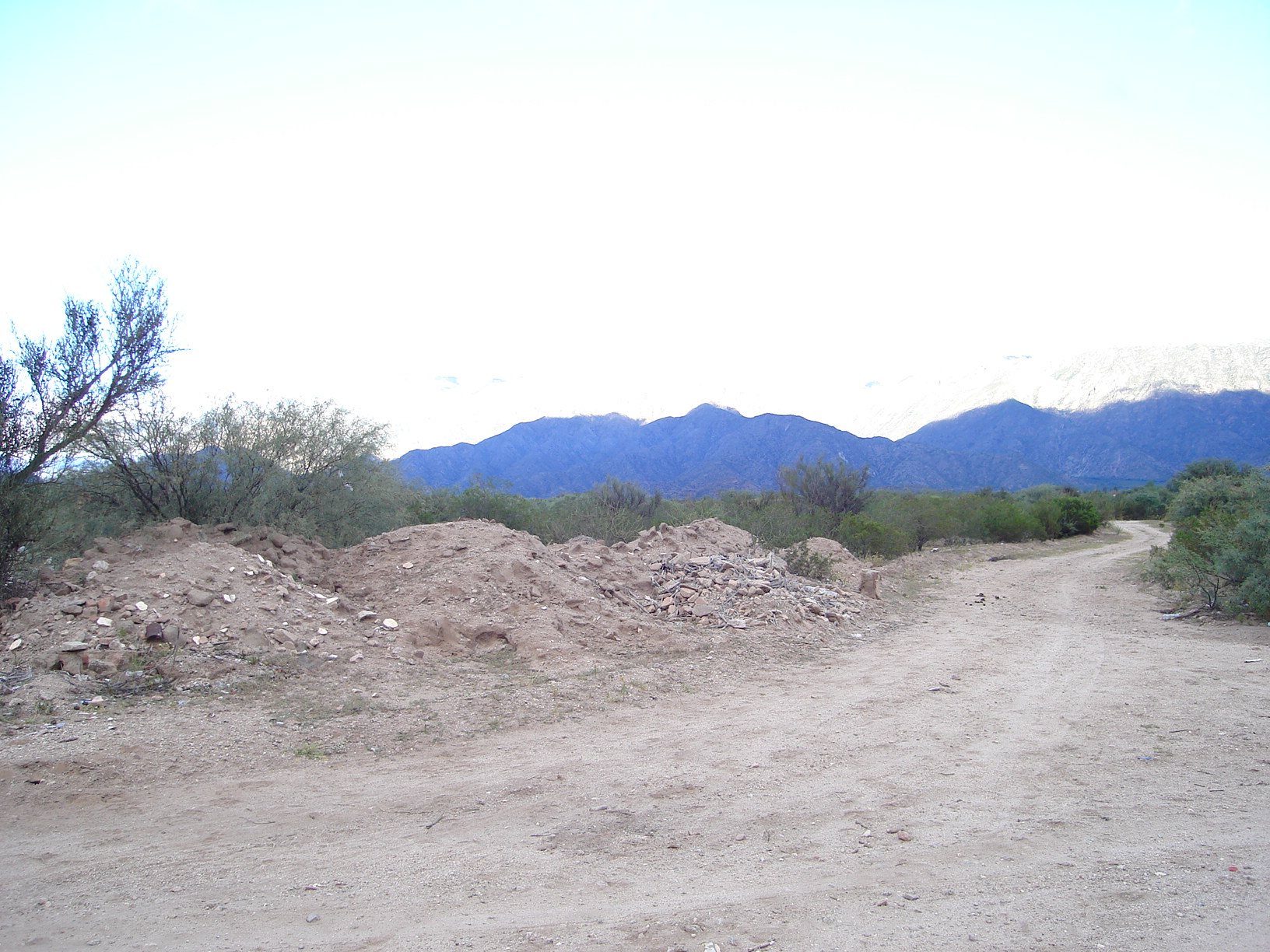
Camino a Ismiango
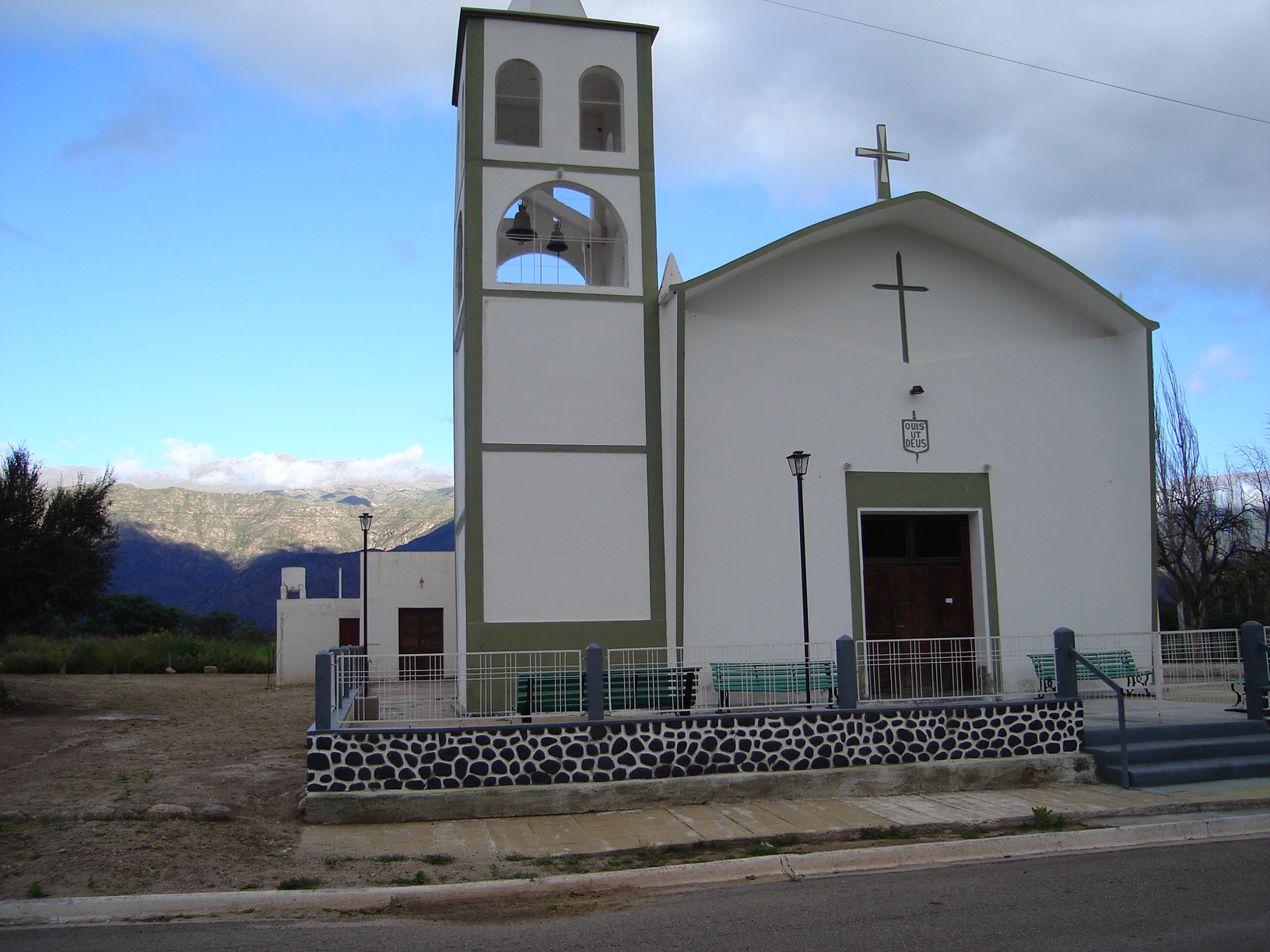
Capilla San Miguel Arcángel
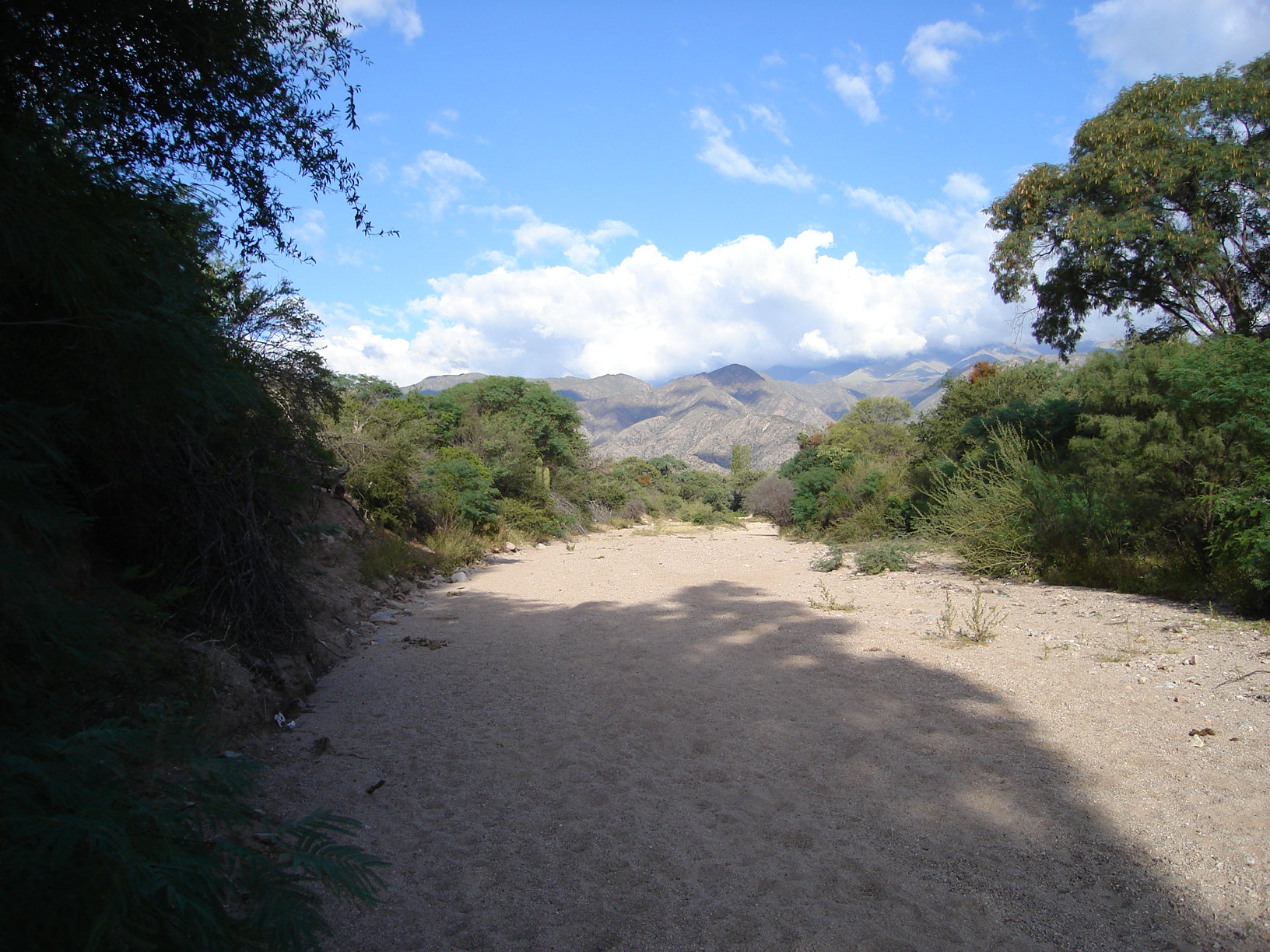
Río del Paso
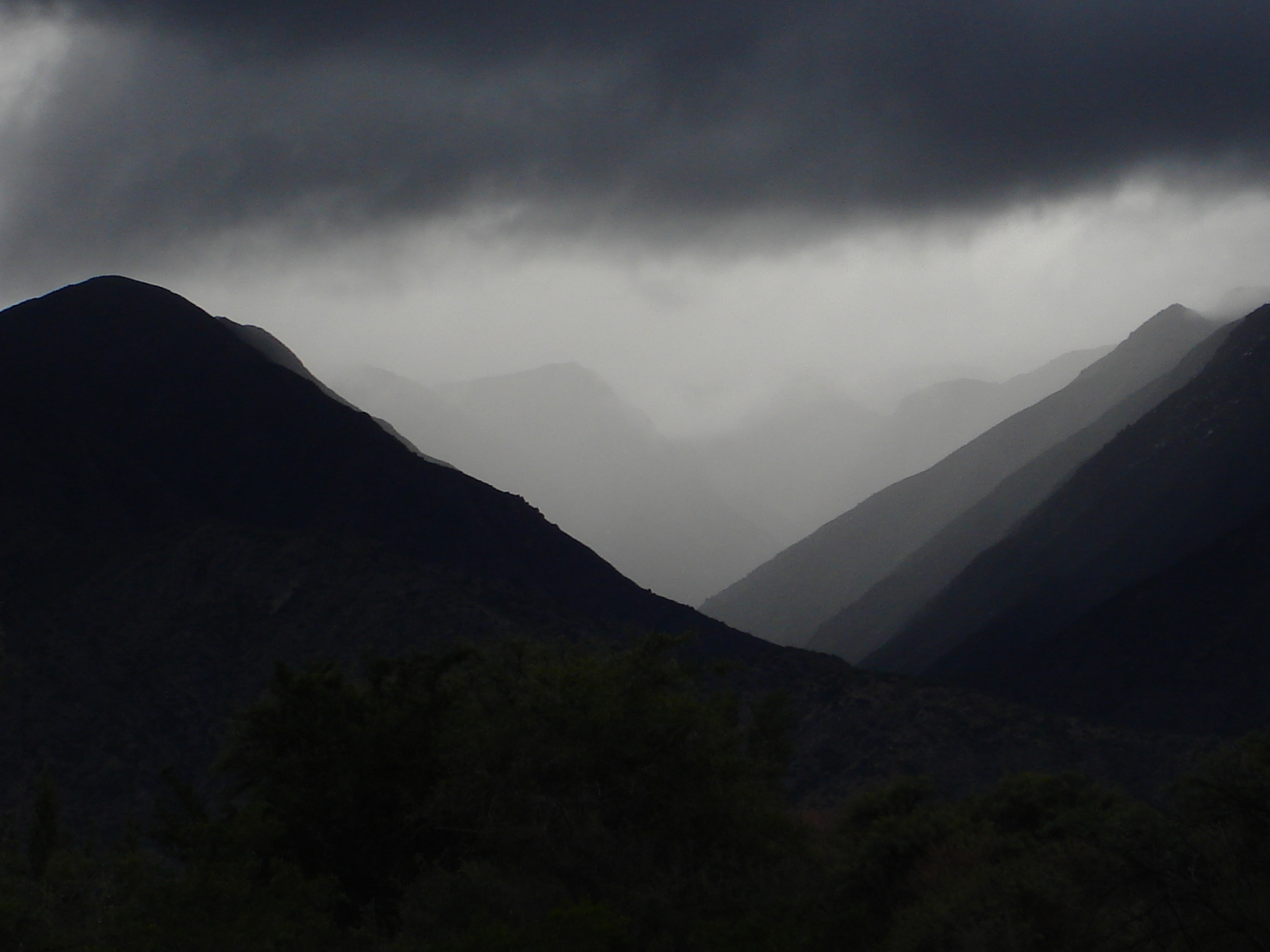
Tarde de Zonda
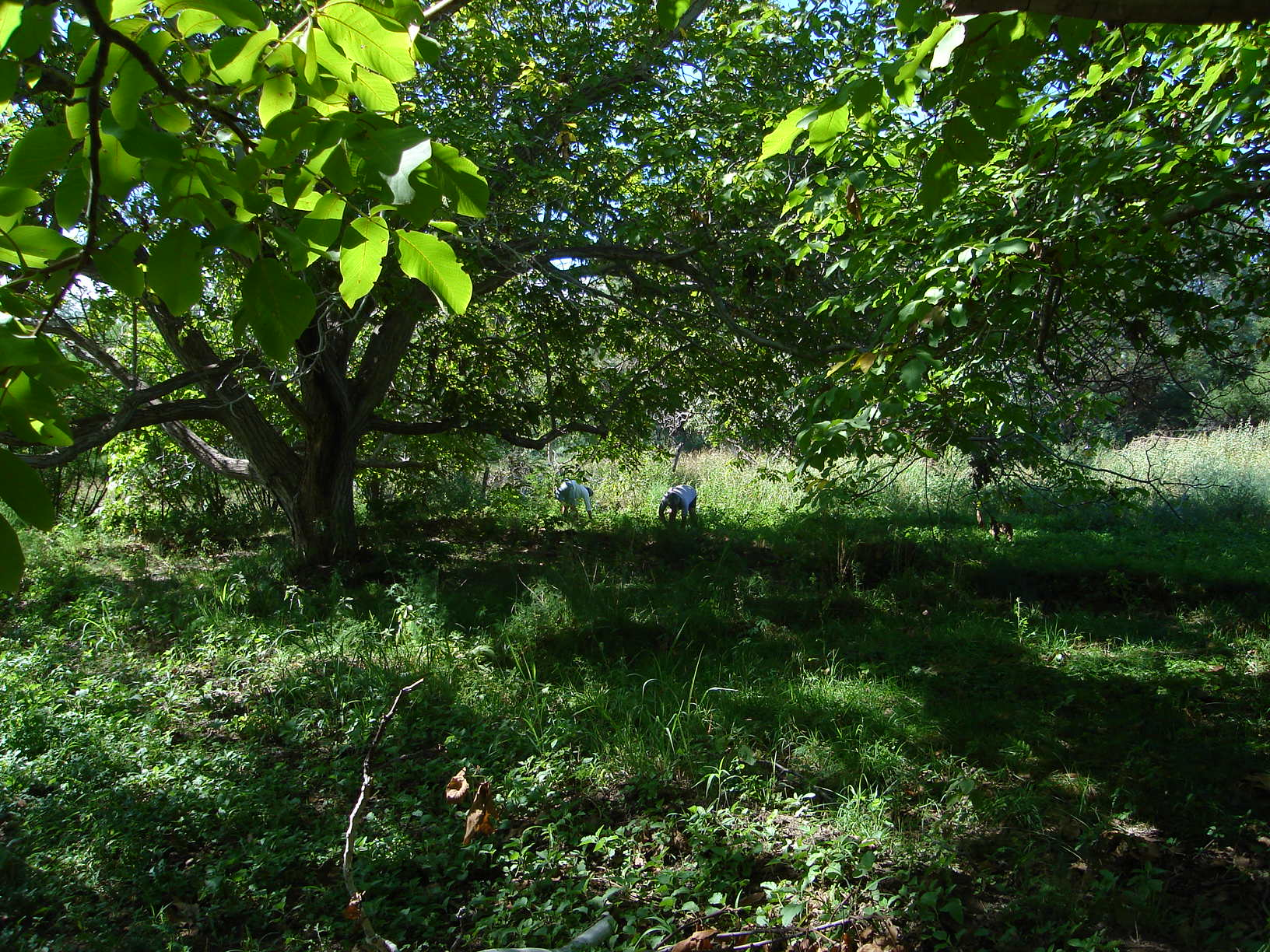
Nogales en las fincas
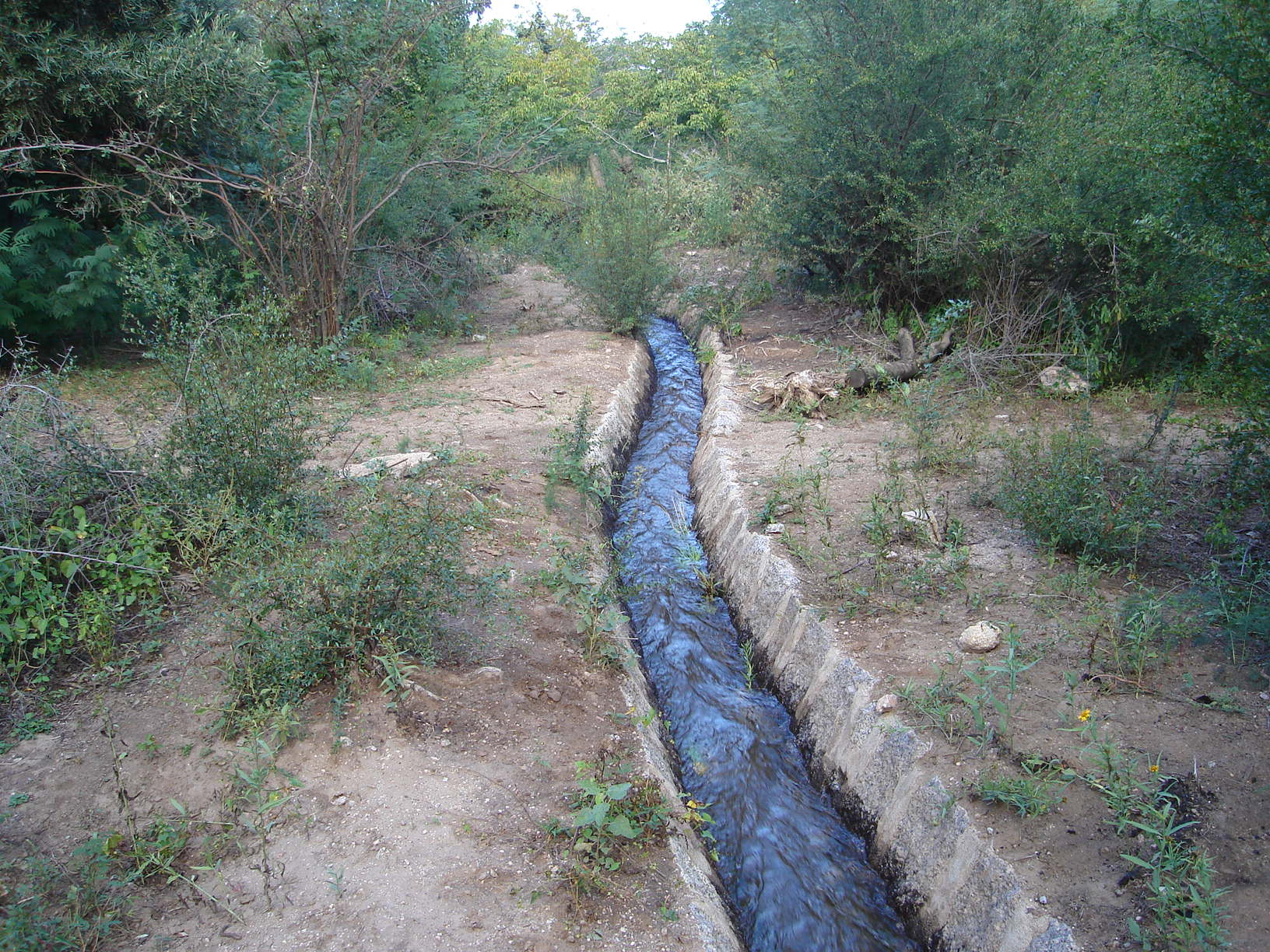
Canal de riego
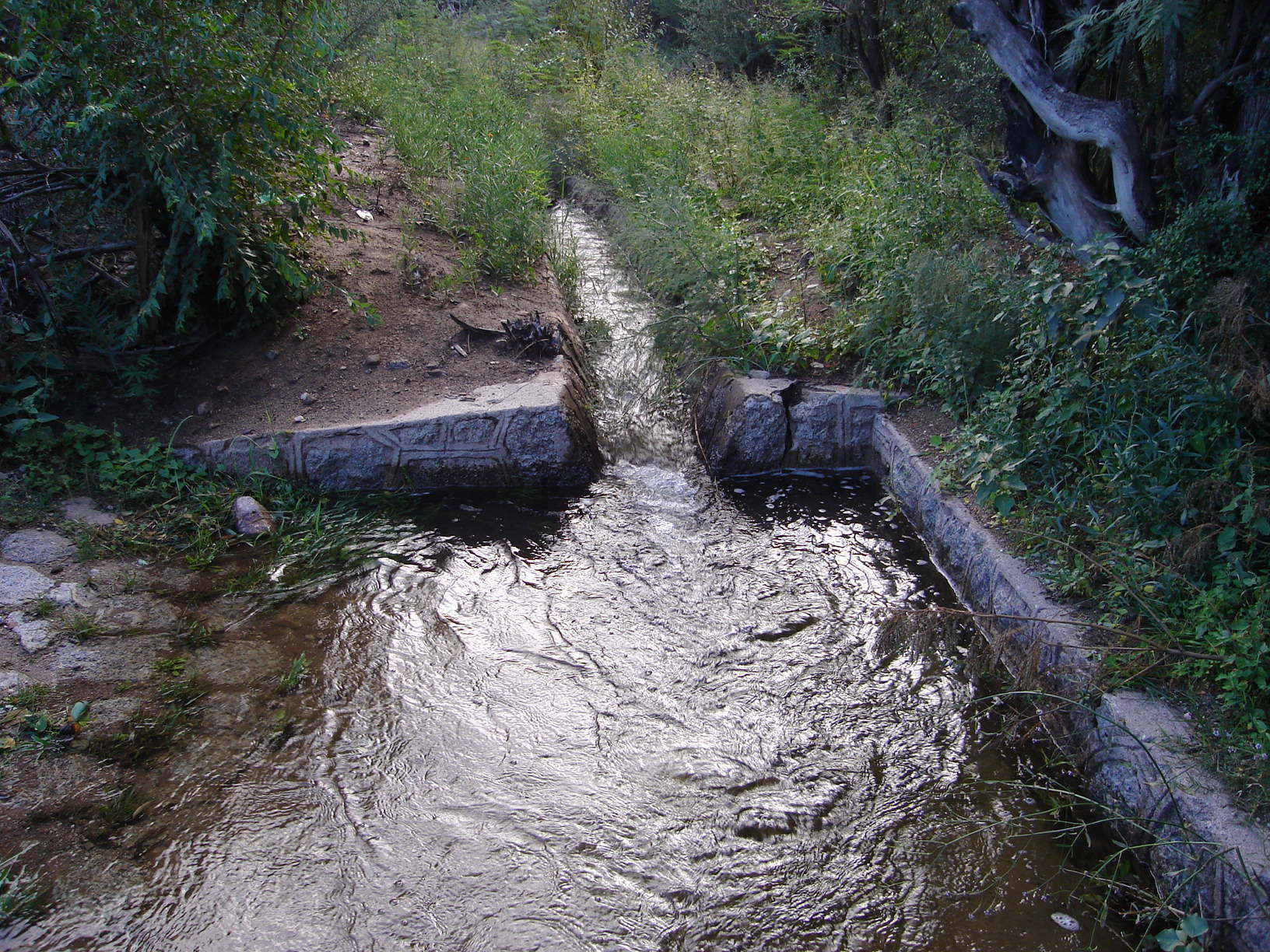
Badén de piedra
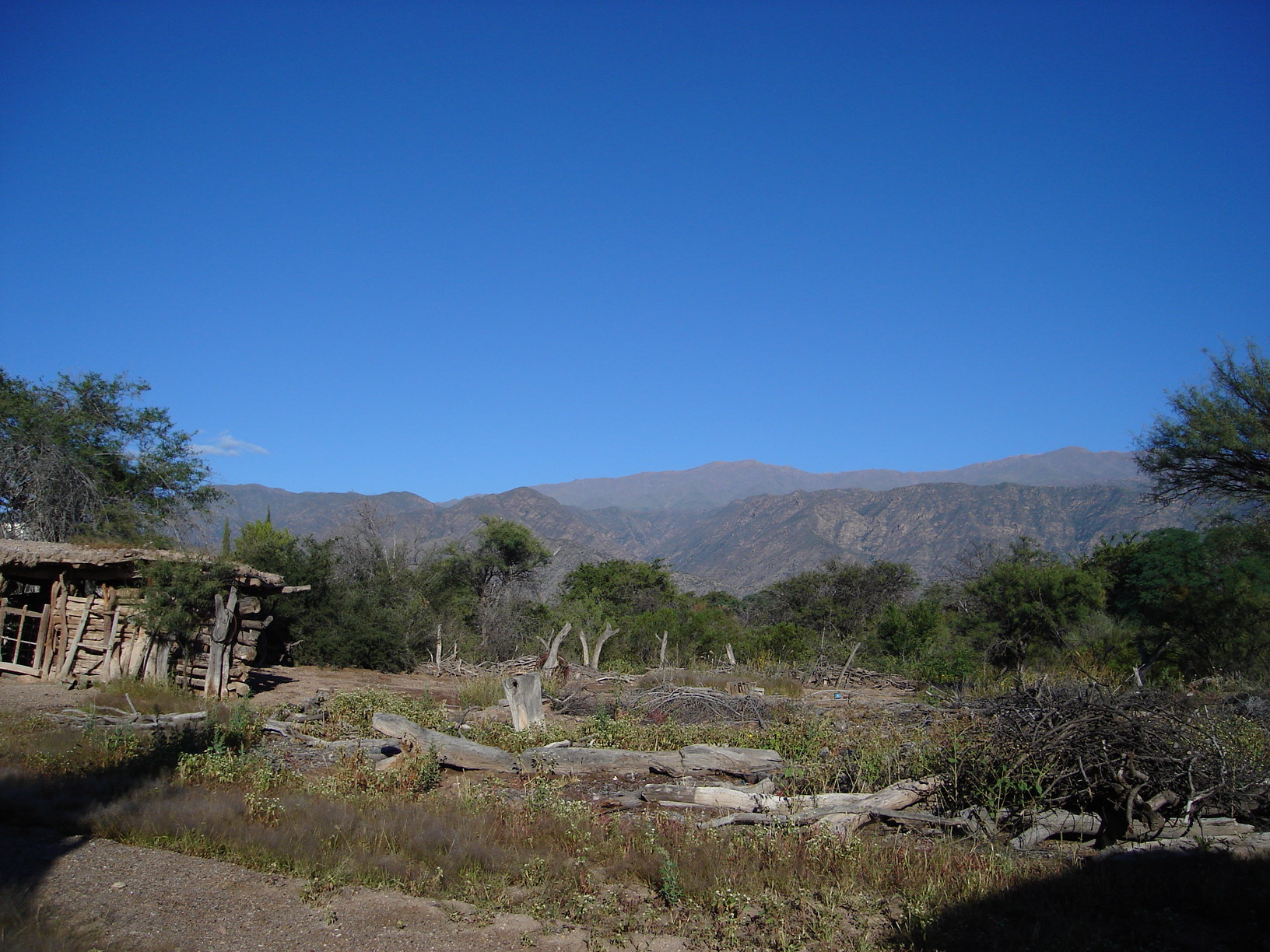
Cielo diáfano
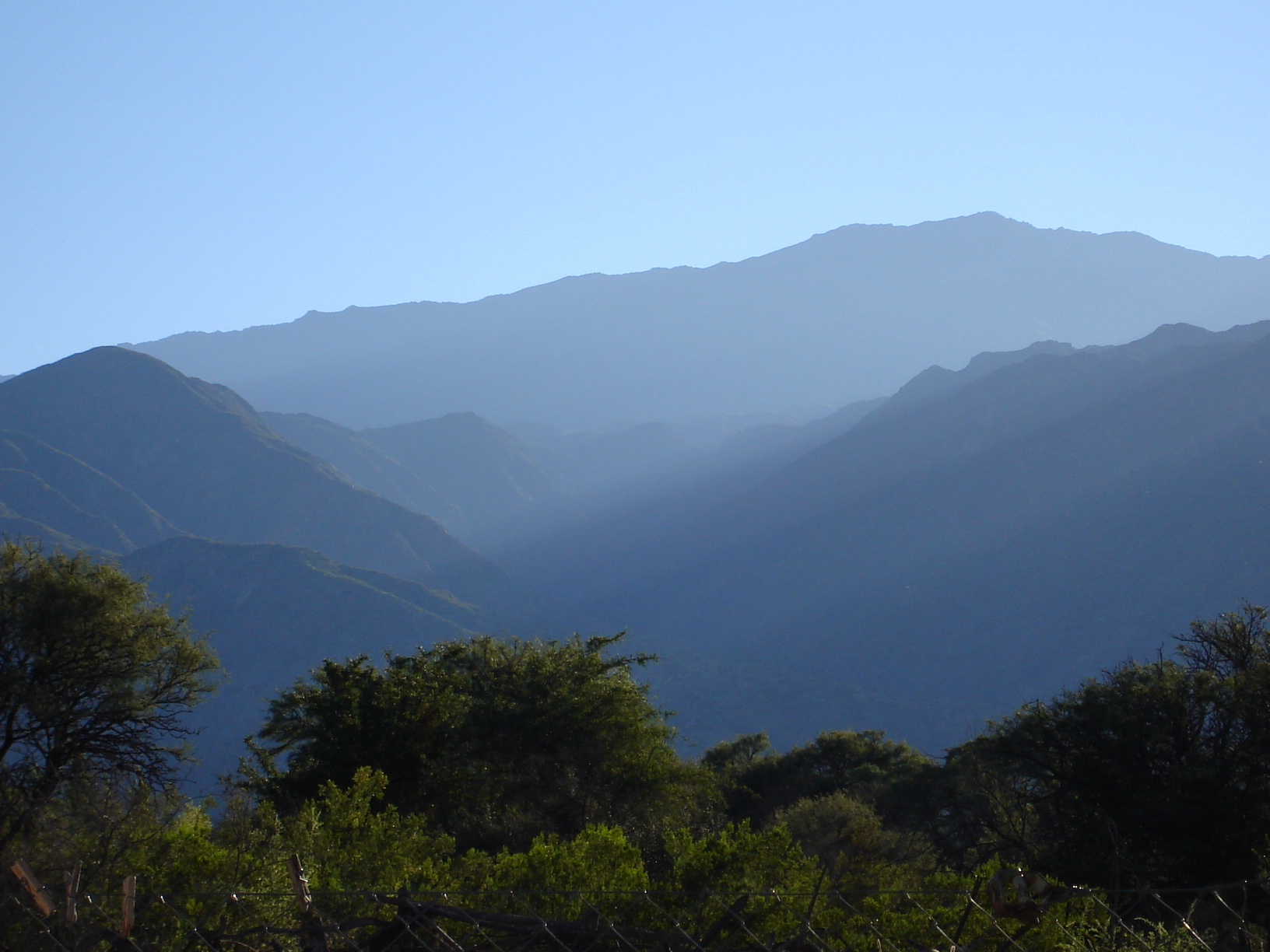
Cerros después de la lluvia